# Myrmecia pavida
Myrmecia pavida är en myrart som beskrevs av Clark 1951. Myrmecia pavida ingår i släktet bulldoggsmyror, och familjen myror. Inga underarter finns listade i Catalogue of Life.